# Linn Farrish
Linn Farrish (n. 3 octombrie 1901, Rumsey⁠(d), Yolo County⁠(d), California, SUA – d. 11 septembrie 1944, Grecia) a fost un jucător de rugby în XV ce a reprezentat Statele Unite ale Americii, medaliat olimpic. A participat la o ediție a Jocurilor Olimpice (1924) în care a câștigat o medalie de aur.

## Participări
Lista de mai jos prezintă principalele competiții la care a participat Linn Farrish de-a lungul carierei.
- rugby union at the 1924 Summer Olympics – men's tournament[*][1]